# Championnats d'Europe de patinage artistique 2008
Navigation
Édition précédente Édition suivante
Les championnats d'Europe de patinage artistique 2008 ont eu lieu du 21 au 27 janvier 2008 au Dom Sportova de Zagreb en Croatie.
Ce sont les centièmes championnats européens depuis la création du premier championnat en 1891.
Pour la première fois aux championnats européens, quarante patineuses participent à la compétition féminine. 

## Qualifications
Les patineurs sont éligibles à l'épreuve s'ils représentent une nation européenne membre de l'Union internationale de patinage (International Skating Union en anglais) et s'ils ont atteint l'âge de 15 ans avant le 1er juillet 2007 dans leur pays de naissance. La compétition correspondante pour les patineurs non européens est le championnat des Quatre Continents 2008. Les fédérations nationales sélectionnent leurs patineurs en fonction de leurs propres critères, mais l'Union internationale de patinage exige un score minimum d'éléments techniques (Technical Elements Score en anglais) lors d'une compétition internationale avant les championnats d'Europe.
Sur la base des résultats des championnats d'Europe 2007, l'Union internationale de patinage autorise chaque pays à avoir de une à trois inscriptions par discipline.
| Entrées                                                           | Messieurs                                                                   | Dames                                 | Couples                  | Danse sur glace                     |
| ----------------------------------------------------------------- | --------------------------------------------------------------------------- | ------------------------------------- | ------------------------ | ----------------------------------- |
| 3                                                                 | France                                                                      | Finlande Italie                       | Allemagne Pologne Russie | France Russie                       |
| 2                                                                 | Allemagne Belgique Biélorussie Italie Russie Slovénie Suède Suisse Tchéquie | Géorgie Hongrie Russie Suisse Turquie | France Italie Ukraine    | Bulgarie Royaume-Uni Italie Ukraine |
| Si non répertorié ci-dessus, une seule inscription est autorisée. |                                                                             |                                       |                          |                                     |

## Podiums
| Épreuves                            | Or                                | Argent                                  | Bronze                            |
| ----------------------------------- | --------------------------------- | --------------------------------------- | --------------------------------- |
| Messieurs résultats détaillés       | Tomáš Verner                      | Stéphane Lambiel                        | Brian Joubert                     |
| Dames résultats détaillés           | Carolina Kostner                  | Sarah Meier                             | Laura Lepistö                     |
| Couples résultats détaillés         | Aljona Savchenko / Robin Szolkowy | Maria Mukhortova / Maksim Trankov       | Yuko Kavaguti / Alexandre Smirnov |
| Danse sur glace résultats détaillés | Oksana Domnina / Maksim Chabaline | Isabelle Delobel / Olivier Schoenfelder | Jana Khokhlova / Sergey Novitski  |

## Tableau des médailles
| Rang  | Nation    | Or | Argent | Bronze | Total |
| ----- | --------- | -- | ------ | ------ | ----- |
| 1     | Russie    | 1  | 1      | 2      | 4     |
| 2     | Allemagne | 1  | 0      | 0      | 1     |
| 2     | Italie    | 1  | 0      | 0      | 1     |
| 2     | Tchéquie  | 1  | 0      | 0      | 1     |
| 5     | Suisse    | 0  | 2      | 0      | 2     |
| 6     | France    | 0  | 1      | 1      | 2     |
| 7     | Finlande  | 0  | 0      | 1      | 1     |
| Total | Total     | 4  | 4      | 4      | 12    |

## Détails des compétitions

### Messieurs

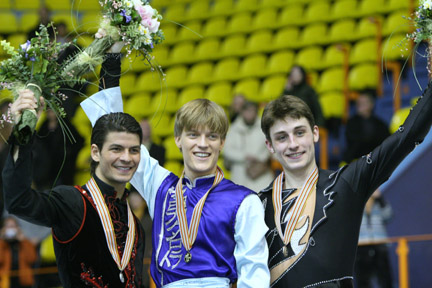
Podium des Messieurs

| Rang                                        | Nom                  | Pays        | Points | Programme court | Programme court | Programme libre | Programme libre |
| ------------------------------------------- | -------------------- | ----------- | ------ | --------------- | --------------- | --------------- | --------------- |
| 1                                           | Tomáš Verner         | Tchéquie    | 232.67 | 1               | 79.03           | 1               | 153.64          |
| 2                                           | Stéphane Lambiel     | Suisse      | 225.24 | 3               | 71.78           | 2               | 153.46          |
| 3                                           | Brian Joubert        | France      | 219.45 | 2               | 75.25           | 4               | 144.20          |
| 4                                           | Sergey Voronov       | Russie      | 210.13 | 6               | 64.26           | 3               | 145.87          |
| 5                                           | Kevin Van Der Perren | Belgique    | 199.57 | 4               | 66.33           | 5               | 133.24          |
| 6                                           | Adrian Schultheiss   | Suède       | 184.94 | 8               | 63.40           | 6               | 121.54          |
| 7                                           | Kristoffer Berntsson | Suède       | 182.45 | 5               | 65.62           | 10              | 116.83          |
| 8                                           | Andrei Lutai         | Russie      | 180.46 | 9               | 63.04           | 9               | 117.42          |
| 9                                           | Sergei Davydov       | Biélorussie | 179.90 | 12              | 58.63           | 7               | 121.27          |
| 10                                          | Alban Préaubert      | France      | 178.63 | 10              | 60.54           | 8               | 118.09          |
| 11                                          | Gregor Urbas         | Slovénie    | 176.57 | 7               | 63.43           | 13              | 113.14          |
| 12                                          | Yannick Ponsero      | France      | 172.43 | 11              | 59.28           | 12              | 113.15          |
| 13                                          | Peter Liebers        | Allemagne   | 165.14 | 21              | 50.47           | 11              | 114.67          |
| 14                                          | Clemens Brummer      | Allemagne   | 163.81 | 17              | 51.26           | 14              | 112.55          |
| 15                                          | Karel Zelenka        | Italie      | 161.47 | 13              | 56.29           | 16              | 105.18          |
| 16                                          | Michal Březina       | Tchéquie    | 160.37 | 14              | 54.13           | 15              | 106.24          |
| 17                                          | Javier Fernández     | Espagne     | 154.10 | 16              | 51.94           | 17              | 102.16          |
| 18                                          | Alexandr Kazakov     | Biélorussie | 151.98 | 18              | 51.16           | 18              | 100.82          |
| 19                                          | Paolo Bacchini       | Italie      | 151.39 | 20              | 50.90           | 19              | 100.49          |
| 20                                          | Vitali Sazonets      | Ukraine     | 150.78 | 22              | 50.31           | 20              | 100.47          |
| 21                                          | Konstantin Tupikov   | Pologne     | 149.80 | 15              | 52.08           | 21              | 97.72           |
| 22                                          | Moris Pfeifhofer     | Suisse      | 144.32 | 23              | 49.84           | 22              | 94.48           |
| 23                                          | Manuel Koll          | Autriche    | 132.02 | 19              | 51.12           | 23              | 80.90           |
| 24                                          | Josip Gluhak         | Croatie     | 118.37 | 28              | 44.52           | 24              | 73.85           |
| 25                                          | Ruben Blommaert      | Belgique    | 111.34 | 24              | 47.38           | 25              | 63.96           |
| Patineurs éliminés après le programme court |                      |             |        |                 |                 |                 |                 |
| 26                                          | Elliot Hilton        | Royaume-Uni |        | 25              | 46.26           | NC              | NC              |
| 27                                          | Danil Privalov       | Azerbaïdjan |        | 26              | 45.93           | NC              | NC              |
| 28                                          | Mikko Minkkinen      | Finlande    |        | 27              | 44.66           | NC              | NC              |
| 29                                          | Alper Uçar           | Turquie     |        | 29              | 41.10           | NC              | NC              |
| 30                                          | Maxim Shipov         | Israël      |        | 30              | 40.98           | NC              | NC              |
| 31                                          | Naiden Borichev      | Bulgarie    |        | 31              | 40.02           | NC              | NC              |
| 32                                          | Luka Čadež           | Slovénie    |        | 32              | 38.36           | NC              | NC              |
| 33                                          | Igor Macypura        | Slovaquie   |        | 33              | 38.30           | NC              | NC              |
| 34                                          | Tigran Vardanjan     | Hongrie     |        | 34              | 35.04           | NC              | NC              |
| 35                                          | Zoltán Kelemen       | Roumanie    |        | 35              | 34.82           | NC              | NC              |

### Dames

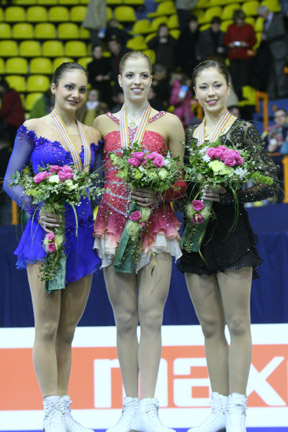
Podium des Dames

| Rang                                          | Nom                      | Pays        | Points | Programme court | Programme court | Programme libre | Programme libre |
| --------------------------------------------- | ------------------------ | ----------- | ------ | --------------- | --------------- | --------------- | --------------- |
| 1                                             | Carolina Kostner         | Italie      | 171.28 | 1               | 59.31           | 2               | 111.97          |
| 2                                             | Sarah Meier              | Suisse      | 169.44 | 4               | 56.44           | 1               | 113.00          |
| 3                                             | Laura Lepistö            | Finlande    | 165.65 | 3               | 56.96           | 3               | 108.69          |
| 4                                             | Júlia Sebestyén          | Hongrie     | 162.89 | 5               | 55.54           | 4               | 107.35          |
| 5                                             | Kiira Korpi              | Finlande    | 162.22 | 2               | 58.60           | 5               | 103.62          |
| 6                                             | Valentina Marchei        | Italie      | 153.34 | 6               | 53.69           | 6               | 99.65           |
| 7                                             | Elene Gedevanishvili     | Géorgie     | 147.09 | 8               | 53.43           | 8               | 93.66           |
| 8                                             | Jenna McCorkell          | Royaume-Uni | 145.57 | 7               | 53.68           | 10              | 91.89           |
| 9                                             | Ksenia Doronina          | Russie      | 144.20 | 10              | 50.91           | 9               | 93.29           |
| 10                                            | Jenni Vähämaa            | Finlande    | 142.40 | 12              | 47.05           | 7               | 95.35           |
| 11                                            | Tuğba Karademir          | Turquie     | 138.73 | 11              | 50.28           | 11              | 88.45           |
| 12                                            | Annette Dytrt            | Allemagne   | 132.95 | 9               | 51.99           | 13              | 80.96           |
| 13                                            | Stefania Berton          | Italie      | 130.59 | 13              | 46.84           | 12              | 83.75           |
| 14                                            | Karen Venhuizen          | Pays-Bas    | 126.30 | 15              | 45.53           | 14              | 80.77           |
| 15                                            | Nella Simaová            | Tchéquie    | 124.39 | 14              | 45.64           | 17              | 78.75           |
| 16                                            | Tamar Katz               | Israël      | 123.41 | 17              | 43.77           | 16              | 79.64           |
| 17                                            | Nina Petushkova          | Russie      | 122.97 | 19              | 42.58           | 15              | 80.39           |
| 18                                            | Viktoria Helgesson       | Suède       | 121.42 | 16              | 44.07           | 19              | 77.35           |
| 19                                            | Anna Jurkiewicz          | Pologne     | 120.76 | 20              | 42.55           | 18              | 78.21           |
| 20                                            | Sonia Lafuente           | Espagne     | 119.66 | 18              | 43.26           | 21              | 76.40           |
| 21                                            | Katherine Hadford        | Hongrie     | 115.99 | 22              | 39.46           | 20              | 76.53           |
| 22                                            | Roxana Luca              | Roumanie    | 104.72 | 23              | 39.29           | 22              | 65.43           |
| 23                                            | Viviane Käser            | Suisse      | 103.83 | 24              | 39.06           | 23              | 64.77           |
| 24                                            | Olga Ikonnikova          | Estonie     | 101.20 | 21              | 40.71           | 24              | 60.49           |
| 25                                            | Maria Dikanovic          | Croatie     | 76.24  | 40              | 23.88           | 25              | 52.36           |
| Patineuses éliminées après le programme court |                          |             |        |                 |                 |                 |                 |
| 26                                            | Gwendoline Didier        | France      |        | 25              | 37.91           | NC              | NC              |
| 27                                            | Julia Sheremet           | Biélorussie |        | 26              | 37.89           | NC              | NC              |
| 28                                            | Bettina Heim             | Suisse      |        | 27              | 36.73           | NC              | NC              |
| 29                                            | Ekaterina Proyda         | Ukraine     |        | 28              | 35.85           | NC              | NC              |
| 30                                            | Jacqueline Belenyesiová  | Slovaquie   |        | 29              | 34.08           | NC              | NC              |
| 31                                            | Erle Harstad             | Norvège     |        | 30              | 33.51           | NC              | NC              |
| 32                                            | Barbara Klerk            | Belgique    |        | 31              | 32.99           | NC              | NC              |
| 33                                            | Denise Koegl             | Autriche    |        | 32              | 32.28           | NC              | NC              |
| 34                                            | Sonia Radeva             | Bulgarie    |        | 33              | 31.66           | NC              | NC              |
| 35                                            | Stasia Rage              | Lettonie    |        | 34              | 30.94           | NC              | NC              |
| 36                                            | Teodora Poštič           | Slovénie    |        | 35              | 30.34           | NC              | NC              |
| 37                                            | Ksenia Jastsenjski       | Serbie      |        | 36              | 30.30           | NC              | NC              |
| 38                                            | Mérovée Ephrem           | Monaco      |        | 37              | 28.34           | NC              | NC              |
| 39                                            | Maria-Elena Papasotiriou | Grèce       |        | 38              | 25.92           | NC              | NC              |
| 40                                            | Beatrice Rozinskaite     | Lituanie    |        | 39              | 24.07           | NC              | NC              |

### Couples

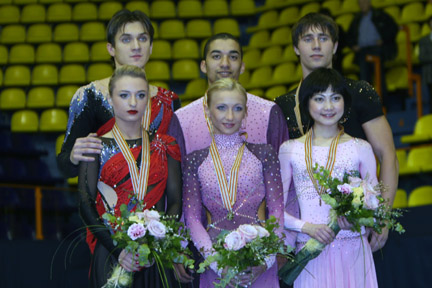
Podium des couples artistiques

| Rang | Nom                                       | Pays        | Points | Programme court | Programme court | Programme libre | Programme libre |
| ---- | ----------------------------------------- | ----------- | ------ | --------------- | --------------- | --------------- | --------------- |
| 1    | Aljona Savchenko / Robin Szolkowy         | Allemagne   | 202.39 | 1               | 70.36           | 1               | 132.03          |
| 2    | Maria Mukhortova / Maksim Trankov         | Russie      | 169.41 | 2               | 62.73           | 2               | 106.68          |
| 3    | Yuko Kavaguti / Alexandre Smirnov         | Russie      | 167.25 | 4               | 61.25           | 3               | 106.00          |
| 4    | Tatiana Volosozhar / Stanislav Morozov    | Ukraine     | 163.43 | 3               | 61.29           | 4               | 102.14          |
| 5    | Arina Ushakova / Sergei Karev             | Russie      | 130.34 | 5               | 49.43           | 6               | 80.91           |
| 6    | Stacey Kemp / David King                  | Royaume-Uni | 129.13 | 7               | 46.05           | 5               | 83.08           |
| 7    | Mari Vartmann / Florian Just              | Allemagne   | 119.86 | 6               | 47.23           | 8               | 72.63           |
| 8    | Mélodie Chataigner / Medhi Bouzzine       | France      | 116.48 | 8               | 41.97           | 7               | 74.51           |
| 9    | Dominika Piątkowska / Dmitri Khromin      | Pologne     | 112.96 | 9               | 41.23           | 10              | 71.73           |
| 10   | Marika Zanforlin / Federico Degli Esposti | Italie      | 112.11 | 10              | 40.08           | 9               | 72.03           |
| 11   | Laura Magitteri / Ondřej Hotárek          | Italie      | 109.88 | 11              | 39.54           | 11              | 70.34           |
| 12   | Ekaterina Sosinova / Fedor Sokolov        | Israël      | 104.40 | 12              | 38.06           | 13              | 66.34           |
| 13   | Ekaterina Kostenko / Roman Talan          | Ukraine     | 103.06 | 13              | 36.68           | 12              | 66.38           |
| 14   | Amy Ireland / Michael Bahoric             | Croatie     | 78.44  | 14              | 29.50           | 15              | 48.94           |
| 15   | Ariel Fay Gagnon / Chad Tsagris           | Grèce       | 72.07  | 15              | 20.92           | 14              | 51.15           |

### Danse sur glace

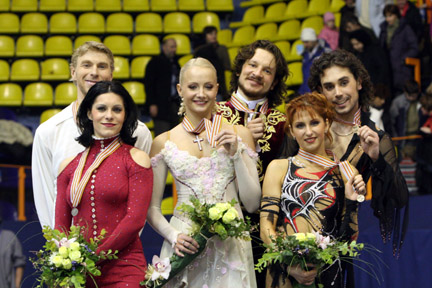
Podium de la danse sur glace

| Rang                                               | Nom                                     | Nation      | Points | Danse imposée | Danse imposée | Danse originale | Danse originale | Danse libre | Danse libre |
| -------------------------------------------------- | --------------------------------------- | ----------- | ------ | ------------- | ------------- | --------------- | --------------- | ----------- | ----------- |
| 1                                                  | Oksana Domnina / Maksim Chabaline       | Russie      | 207.14 | 2             | 40.25         | 2               | 61.90           | 1           | 104.99      |
| 2                                                  | Isabelle Delobel / Olivier Schoenfelder | France      | 205.92 | 1             | 41.25         | 1               | 62.72           | 2           | 101.95      |
| 3                                                  | Jana Khokhlova / Sergey Novitski        | Russie      | 197.06 | 3             | 37.37         | 3               | 60.03           | 3           | 99.66       |
| 4                                                  | Federica Faiella / Massimo Scali        | Italie      | 190.95 | 4             | 36.87         | 4               | 58.79           | 4           | 95.29       |
| 5                                                  | Nathalie Péchalat / Fabian Bourzat      | France      | 185.26 | 5             | 34.58         | 6               | 56.97           | 5           | 93.71       |
| 6                                                  | Sinead Kerr / John Kerr                 | Royaume-Uni | 182.06 | 6             | 33.55         | 5               | 58.54           | 6           | 89.97       |
| 7                                                  | Anna Cappellini / Luca Lanotte          | Italie      | 172.64 | 10            | 30.97         | 7               | 54.07           | 7           | 87.60       |
| 8                                                  | Alexandra Zaretski / Roman Zaretski     | Israël      | 171.70 | 7             | 33.12         | 9               | 53.31           | 9           | 85.27       |
| 9                                                  | Pernelle Carron / Matthieu Jost         | France      | 170.62 | 11            | 30.15         | 8               | 53.52           | 8           | 86.95       |
| 10                                                 | Kristin Fraser / Igor Lukanin           | Azerbaïdjan | 168.87 | 8             | 33.02         | 10              | 52.07           | 10          | 83.78       |
| 11                                                 | Anna Zadorozhniuk / Sergei Verbillo     | Ukraine     | 165.11 | 9             | 31.28         | 12              | 50.86           | 11          | 82.97       |
| 12                                                 | Katherine Copely / Deividas Stagniūnas  | Lituanie    | 158.98 | 14            | 28.81         | 11              | 51.29           | 12          | 78.88       |
| 13                                                 | Ekaterina Rubleva / Ivan Shefer         | Russie      | 156.59 | 12            | 29.18         | 13              | 49.69           | 13          | 77.72       |
| 14                                                 | Alla Beknazarova / Vladimir Zuev        | Ukraine     | 154.02 | 13            | 28.90         | 14              | 47.92           | 15          | 77.20       |
| 15                                                 | Christina Beier / William Beier         | Allemagne   | 150.57 | 16            | 25.97         | 15              | 47.10           | 14          | 77.50       |
| 16                                                 | Barbora Silná / Dmitri Matsjuk          | Autriche    | 142.58 | 15            | 26.44         | 17              | 44.79           | 16          | 71.35       |
| 17                                                 | Kamila Hájková / David Vincour          | Tchéquie    | 141.32 | 18            | 24.88         | 16              | 45.92           | 17          | 70.52       |
| 18                                                 | Phillipa Towler-Green / Phillip Poole   | Royaume-Uni | 135.63 | 19            | 24.27         | 18              | 42.80           | 18          | 68.56       |
| 19                                                 | Joanna Budner / Jan Mościcki            | Pologne     | 132.05 | 20            | 22.47         | 19              | 42.30           | 19          | 67.28       |
| 20                                                 | Leonie Krail / Oscar Peter              | Suisse      | 127.61 | 21            | 21.50         | 21              | 40.13           | 20          | 65.98       |
| 21                                                 | Krisztina Barta / Ádám Tóth             | Hongrie     | 126.23 | 22            | 21.17         | 20              | 40.41           | 21          | 64.65       |
| 22                                                 | Ksenia Shmirina / Egor Maistrov         | Biélorussie | 116.63 | 23            | 20.25         | 22              | 35.36           | 22          | 61.02       |
| 23                                                 | Kristina Kiudmaa / Aleksei Trohlev      | Estonie     | 99.06  | 25            | 15.26         | 24              | 32.08           | 23          | 51.72       |
| Abandon                                            | Ina Demireva / Juri Kurakin             | Bulgarie    | 51.91  | 24            | 17.31         | 23              | 34.60           |             |             |
| Couples de danse éliminés après la danse originale |                                         |             |        |               |               |                 |                 |             |             |
| 25                                                 | Nadine Ahmed / Bruce Porter             | Azerbaïdjan | 42.89  | 26            | 15.15         | 25              | 27.74           | NC          | NC          |
| Abandon                                            | Anastasia Grebenkina / Vazgen Azroyan   | Arménie     |        | 17            | 25.41         |                 |                 | NC          | NC          |